# Ladislav Sikorcin
Ladislav Sikorcin (ungarisch Sikorcin Ladislav; slowakisch Ladislav Sikorčin; * 14. Oktober 1985 in Ilava, Tschechoslowakei) ist ein ehemaliger slowakisch-ungarischer Eishockeyspieler, der zuletzt bis 2021 beim Újpesti TE in der MOL Liga unter Vertrag stand.

## Karriere
Sikorcin wurde als Angehöriger der ungarischen Minderheit im slowakischen Ilava geboren. Er begann seine Karriere als Eishockeyspieler im nahe gelegenen Trenčín, wo er beim HC Dukla spielte. Zunächst in der U20-Mannschaft eingesetzt, debütierte er als 18-Jähriger in der Spielzeit 2003/04, als das Team aus der Nordslowakei seine bisher letzte Meisterschaft gewann, in der ersten Mannschaft in der Extraliga.
Als 22-Jähriger ging der Stürmer für ein Jahr nach Žilina zum dortigen MsHK. 2008 wechselte er nach Ungarn und spielte dort zunächst für den Újpesti TE Budapest, der seine große Zeit mit 13 nationalen Titeln jedoch bereits mehr als zwanzig Jahre hinter sich hatte, in der ungarisch-rumänischen MOL Liga. Während dieser Zeit erhielt er 2009 die ungarische Staatsbürgerschaft. Anschließend spielte er für ein Jahr beim rumänischen Ligakonkurrenten HSC Csíkszereda im siebenbürgischen Miercurea Ciuc, einer Hochburg der ungarischen Minderheit in Rumänien. Mit dem HSC Csíkszereda gewann er 2011 den rumänischen Meistertitel.
Nach diesem Erfolg wurde der ungarische Topklub Alba Volán Székesfehérvár, der als einziges ungarisches Team in der Österreichischen Eishockey-Liga antritt, auf ihn aufmerksam und verpflichtete ihn. Nach fünf Jahren dort, kehrte er in die ungarische Hauptstadt zum Újpesti TE zurück. 2021 beendete er dort seine Karriere.

### International
Sikorcin nahm mit der Ungarischen Mannschaft erstmals an der Division I der WM 2011 teil. Bei den Weltmeisterschaften der Division I 2012 und 2013 stand er ebenso im Kader, wie bei der Olympiaqualifikation für 2014. Anschließend wurde er noch mehrfach in die ungarische Nationalmannschaft berufen, aber nicht mehr für ein großes Turnier nominiert.

## Erfolge und Auszeichnungen
- 2004 Slowakischer Meister mit HC Dukla Trenčín
- 2011 Rumänischer Meister mit HSC Csíkszereda
- 2012 Ungarischer Meister mit Alba Volán Székesfehérvár